# Ophiothrix pallida
Ophiothrix pallida är en ormstjärneart som beskrevs av Ljungman 1872. Ophiothrix pallida ingår i släktet Ophiothrix och familjen Ophiothrichidae. Inga underarter finns listade i Catalogue of Life.